# Stor-Abborrtjärnen (Bergs socken, Jämtland)
Stor-Abborrtjärnen är en sjö i Bergs kommun i Jämtland och ingår i Ljungans huvudavrinningsområde.